# Rio Webfest
Rio Webfest ou Festival Internacional Rio Webfest é um festival brasileiro de webséries, realizado anualmente desde 2015 no Cidades das Artes, no Rio de Janeiro, considerado o "maior festival de webséries do mundo".  O evento é a versão brasileira do Los Angeles Web Series Festival, festival de webséries de Los Angeles criado em 2009 por Michael Ajakwe Jr.

## História
Em 2015, a primeira edição do evento aconteceu com apoio da Dailymotion e com produção da Charllote Produções, dos dias 6 a 8 de novembro na capital do Rio.  O evento é oficializado pela Prefeitura do Rio de Janeiro desde sua primeira edição.  
O festival chegou ao Brasil em 2015, quando as produções da internet começaram a ganhar força e tem o intuito de reconhecer o trabalho das produções independentes dos artistas, já tendo premiado e indicado diversos artistas, entre eles Guilherme Seta, Debora Fallabela, Viih Tube e Manu Gavassi. Em 2021, aconteceu entre os dias 25 e 28 de novembro no Cidade das Artes e exibiu ao público, mais de 200 séries e outros produtos desenvolvido para a web.

## Edições
| Ano  | Data                                              | Local            | Cidade         | Ref.   |
| ---- | ------------------------------------------------- | ---------------- | -------------- | ------ |
| 2015 | 11 de junho de 2015                               | Cidade das Artes | Rio de Janeiro | [ 6 ]  |
| 2016 | De 1 a 4 de dezembro de 2016                      | Cidade das Artes | Rio de Janeiro | [ 7 ]  |
| 2017 | 16 a 19 de novembro de 2017                       | Cidade das Artes | Rio de Janeiro | [ 8 ]  |
| 2018 | 18 de novembro de 2018                            | Cidade das Artes | Rio de Janeiro | [ 9 ]  |
| 2019 | 18 de novembro de 2018                            | Cidade das Artes | Rio de Janeiro | [ 10 ] |
| 2020 | 11 a 14 de novembro de 2020                       | Cidade das Artes | Rio de Janeiro | [ 11 ] |
| 2021 | 25 a 28 de novembro de 2021                       | Cidade das Artes | Rio de Janeiro |        |
| 2022 | 24 a 26 de novembro de 2022                       | Cidade das Artes | Rio de Janeiro |        |
| 2023 | 25 a 28 de novembro de 2023                       | Cidade das Artes | Rio de Janeiro |        |
| 2024 | 29 e 30 de novembro, e 1º e 2 de dezembro de 2024 | Cidade das Artes | Rio de Janeiro |        |

## Prêmios/Categorias
- Melhor Série de Comédia
- Melhor Roteiro (Comédia)
- Melhor Direção (Comédia)
- Melhor Ator (Comédia)
- Melhor Série Dramática
- Melhor Atriz (Drama)
- Melhor Ator (Drama)
- Melhor Série de Ação/Sci-fi/Terror
- Melhor Atriz (Ação/Sci-fi/Terror)
- Melhor Ator (Ação/Sci-fi/Terror)
- Melhor Série Animada
- Melhor Teatro Filmado
- Melhor Série de Documentário
- Melhor Série Educacional
- Melhor Série de Diversidade
- Melhor Videoclipe
- Melhor Série Musical
- RIOWF Incentivo a Produção Digital Brasileira
- RIOWF Incentivo a Produção Digital Internacional
- Melhor Edição